# Hyotheriinae
Hyotheriinae — підродина парнопалих, яка існувала в міоцені та пліоцені в Європі, Азії та Африці.

## Роди
- †Aureliachoerus Ginsburg, 1974 — міоцен, Європа[4]
- †Chicochoerus Orliac et al., 2006 — міоцен, Європа
- †Chleuastochoerus Pearson, 1928 — міоцен і пліоцен, Азія[5]
- †Hyotherium von Meyer, 1834 — міоцен, Європа та Азія[6]
- †Nguruwe Pickford, 1986 — (раніше входили до підродини Kubanochoerinae)[7][8] міоцен, Африка[9]
- †Xenohyus Ginsburg, 1980 — міоцен, Європа[10]